# Pierre Assouline
Pierre Assouline (Casablanca, 17 d'abril de 1953) és un periodista, novel·lista i biògraf francès.

## Biografia
Va estudiar en el Lycée Janson de Sailly. Antic responsable de la revista Lire i membre del comitè de redacció de la revista L'Histoire, és autor de biografies de Marcel Dassault, Georges Simenon, Gaston Gallimard, Jean Jardin, Daniel-Henry Kahnweiler, Albert Londres i Hergé.
Ha exercit també com a cronista per a diverses ràdios, per exemple France Culture, i com a periodista en Le Monde i Li Nouvel Observateur. És autor de milers d'articles i de cròniques radiofòniques.

## Premis i reconeixements
La novel·la Lutetia (ed. Gallimard) va obtenir en 2005 el Prix des Maisons de la Presse. La novel·la va inspirar al director Frédéric Schoendoerffer la realització de la pel·lícula Lutetia.
El 10 d'octubre de 2007, Pierre Assouline va obtenir el Prix de la langue française que recompensa l'obra d'una personalitat del món literari, artístic o científic que contribueix, de manera important, per l'estil de les seves obres o la seva ación, a il·lustrar la qualitat i la bellesa de la llengua francesa.

## Obres
- De nos envoyés spéciaux : els coulisses du reportage, Paris : J.-C. Simoën, 1977 (en coll. avec Philippe Dampenon) OCLC 418352567 418352567
- Lorda, histoires d'eau, Paris : A. Moreau, 1980 OCLC 6861386 6861386
- Els Nouveaux convertis : enquête sud des chrétiens, des juifs et des musulmans pas comme els autres, Paris : A. Michel, 1981 ISBN  978-2-2260-1407-8
- Monsieur Dassault, Paris : Balland, 1983 ISBN  978-2-7158-0406-7
- Gaston Gallimard : un demi-siècle d'édition française, Paris : Balland, 1984 ISBN  978-2-7158-0486-9
- L'Épuration des intellectuels (1944-1945), Bruxelles : Complexe, 1990 ISBN  978-2-8702-7353-1
- Uneix Éminence grise, Jean Jardin (1904-1976), Paris : Balland, 1986 ISBN  978-2-7158-0607-8
- L'Homme de l'art : D.-H. Kahnweiler (1884-1979), Paris : Vingtième Siècle. Revue d'histoire, n20 (Oct-Nov 1988) OCLC 4655675119 4655675119 	4655675119
- Albert Londres : vie et mort d'un grand reporter (1884-1932), Paris : Balland, 1989 ISBN  978-2-7158-0726-6
- Le Flâneur de la rive gauche : entretiens avec Antoine Blondin, Paris : F. Bourin, 1988 ISBN  978-2-8768-6022-3
- Singulièrement libre : entretiens avec Raoul Girardet, Paris : Perrin, 1990 ISBN  978-2-2620-0717-1
- Simenon : biographie, Paris : Julliard, 1992 ISBN  978-2-2600-0994-8
- Germinal : l'aventure d'un film, Paris : Fayard, 1993 ISBN  978-2-2130-3152-1
- Hergé : biographie, Paris : Plon, 1996 ISBN  978-2-2591-8104-4
- Le dernier des Camondo, Paris : Gallimard, 1997 ISBN  978-2-0707-4554-8
- Le fleuve Combelle, Paris : Calmann-Lévy, 1997 ISBN  978-2-7021-2696-7
- La cliente : roman, Paris : Gallimard, 1998 ISBN  978-2-0707-5278-2
- Cartier-Bresson : l'œil du siècle, Paris : Plon, 1999 ISBN  978-2-2591-8568-4
- Double vie, Paris : Gallimard, 2001, Prix des libraires ISBN  978-2-0707-5498-4
- Grâces lui soient rendues : Paul Durand-Ruel, li marchand des impressionnistes, Paris : Plon, 2002 ISBN  978-2-2591-9302-3
- État limiti, Paris : Gallimard, 2003 ISBN  978-2-0707-6483-9
- Lutetia, Paris : Gallimard, 2005 ISBN  978-2-0703-2097-4
- Rosebud : éclats de biographies, Paris : Gallimard, 2006 ISBN  978-2-0707-3230-2[7]
- Desiree Dolron : exaltation, gaze, xteriors, Paris : X. Barral, Institut néerlandais, 2006 (avec Mark Haworth-Booth) ISBN  978-2-9151-7315-4
- Le Portrait, Paris : Gallimard, 2007 ISBN  978-2-0707-7614-6
- Brèves de blog. Le nouvel âge de la conversation, Paris : Els Arènes, 2008 ISBN  978-2-3520-4068-2
- Les invités, Paris : Gallimard, 2009 ISBN  978-2-0707-8425-7
- Autodictionnaire Simenon, Paris : Omnibus, 2009 ISBN  978-2-2580-8009-6
- Vies de Job, Paris : Gallimard, 2011 ISBN  978-2-0701-2539-5